# Gämswurzen
Die Gämswurzen (Doronicum), auch Gamswurzen und Gemswurzen  genannt, sind eine Pflanzengattung innerhalb der Familie der Korbblütler (Asteraceae). Die etwa 35 Arten sind in Eurasien und Nordafrika verbreitet. Sorten weniger Arten werden als Zierpflanzen für Parks und Gärten in den Gemäßigten Breiten verwendet.

## Beschreibung

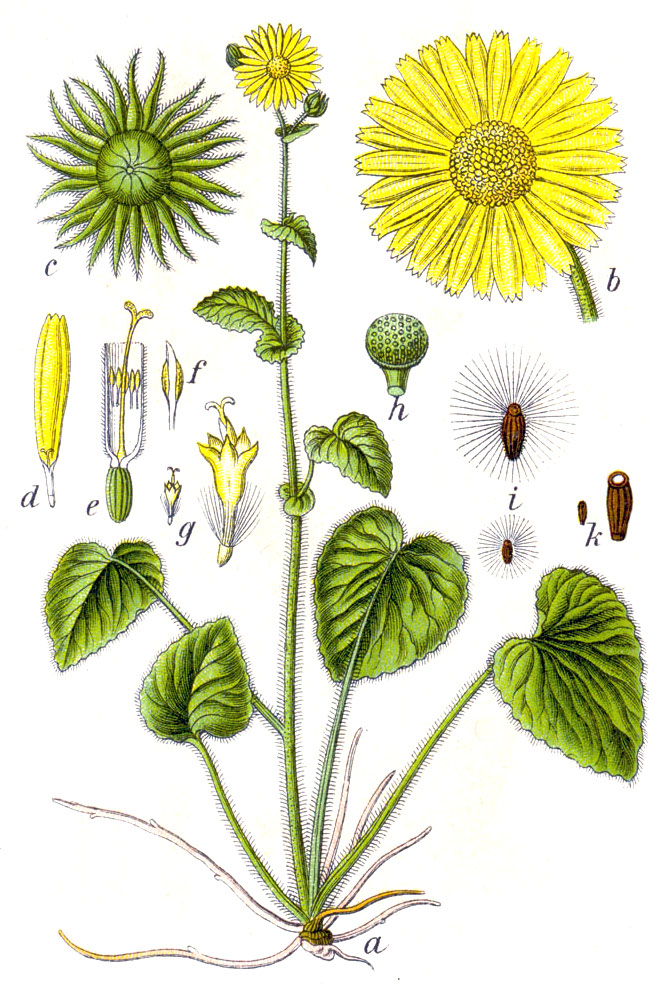
Illustration aus Sturm der Kriechenden Gämswurz (Doronicum pardalianches)

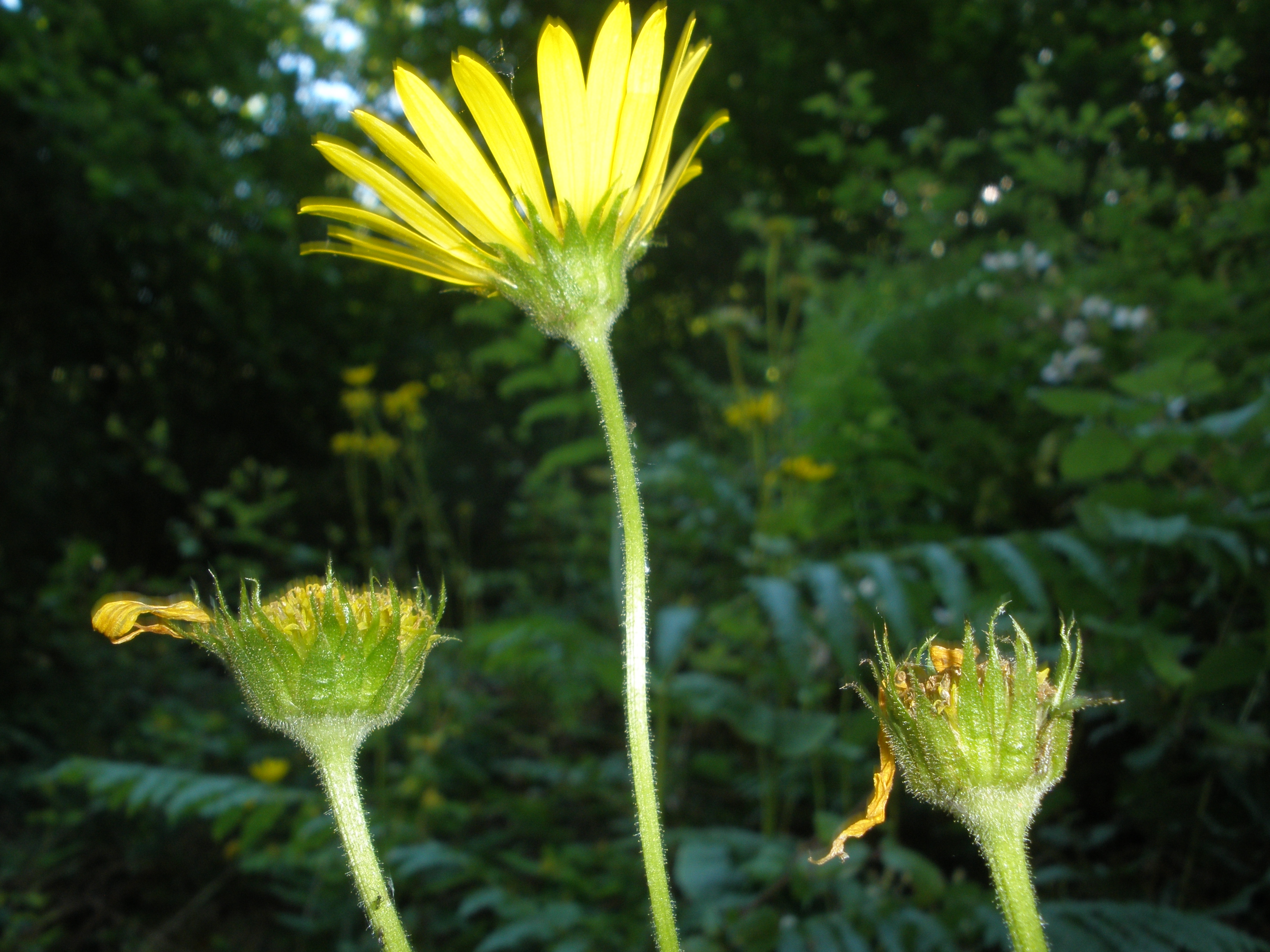
Blütenkörbe von der Seite mit den Hüllblättern des Involucrum von Doronicum carpetanum

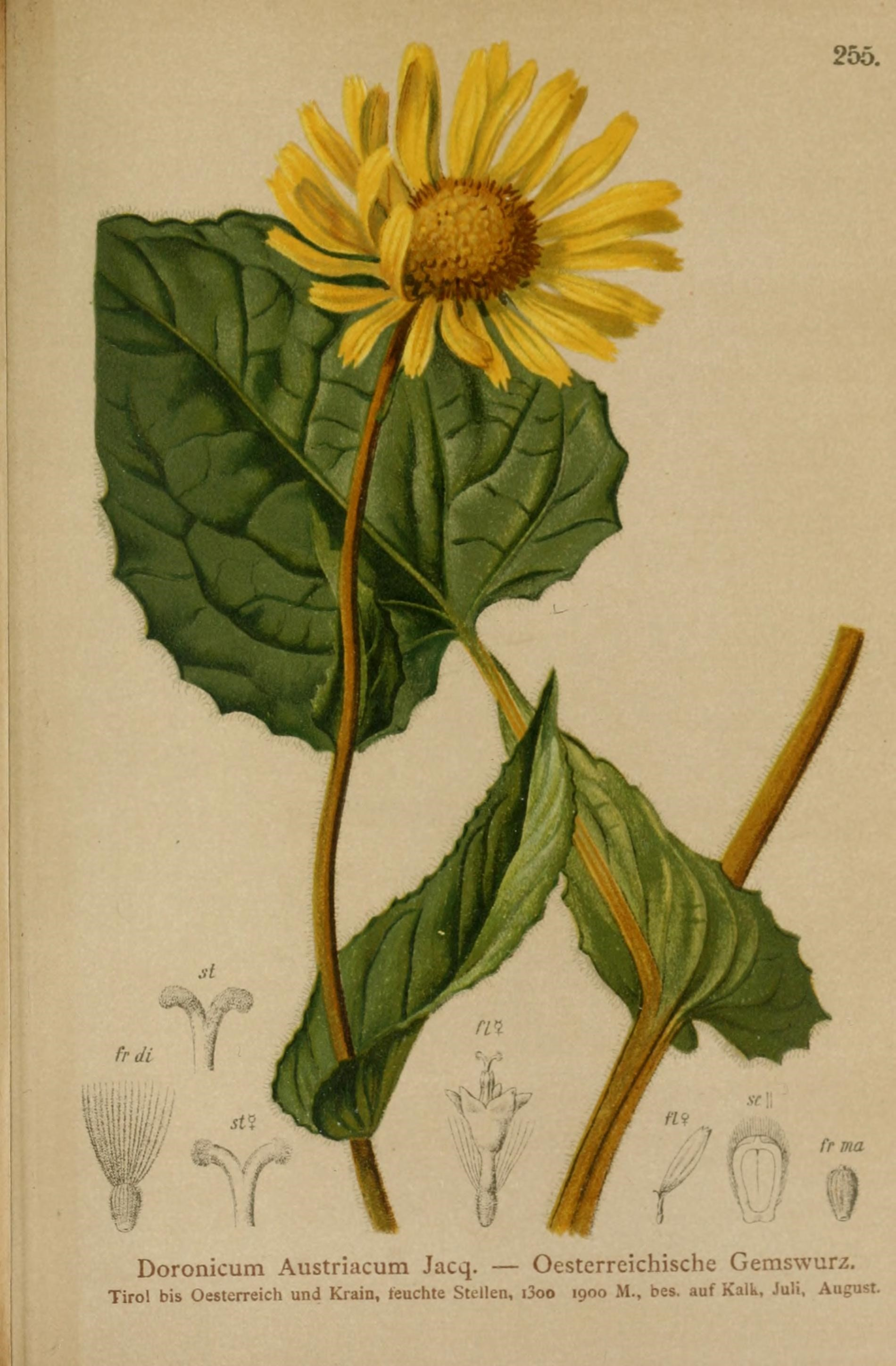
Illustration aus Atlas der Alpenflora, 1882 der Österreichischen Gämswurz (Doronicum austriacum)

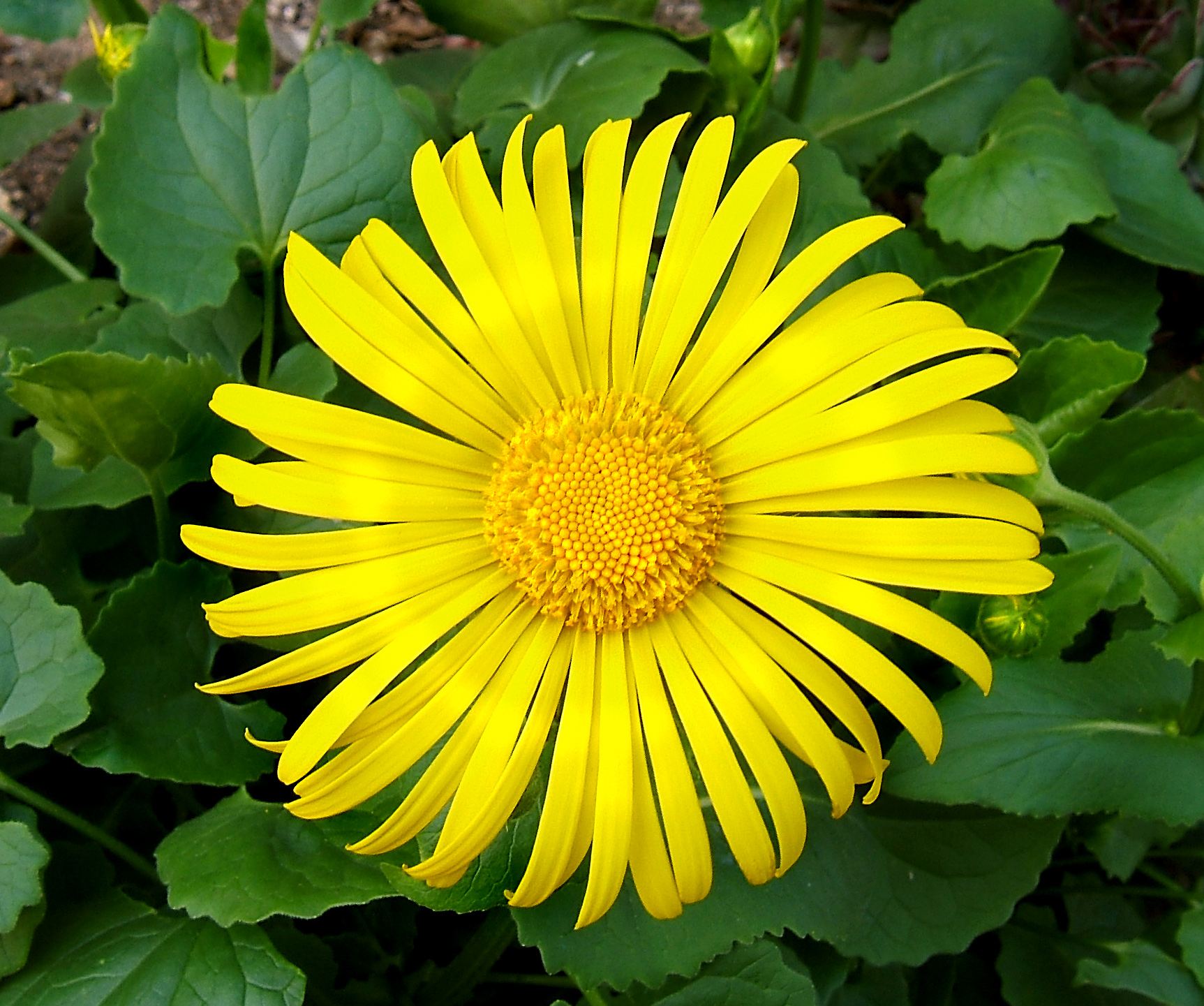
Blütenkorb mit gelben Strahlen- und Röhrenblüten von Doronicum orientale

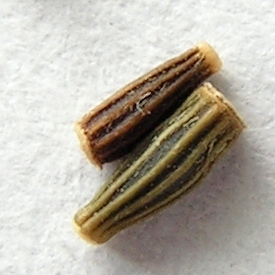
Achänen von Doronicum orientale

### Vegetative Merkmale
Die Gämswurz-Arten sind ausdauernde krautige Pflanzen, die Wuchshöhen von meist 10 bis 60 (selten bis 90, und nur in Ausnahmen über 150) Zentimetern erreichen. Sie bilden meist Rhizome aus. Die Stängel sind einfach oder wenig verzweigt.
Die gestielten oder sitzenden Laubblätter stehen grundständig oder wechselständig am Stängel verteilt. Die einfache Blattspreite ist meist elliptisch, lanzettlich, eiförmig-kreisförmig oder eiförmig, selten länglich, geigen- oder spatelförmig. Die Blattflächen sind kahl oder spinnwebartig bis weich, manchmal drüsig-flaumig behaart, besonders entlang der Blattadern. Der Blattrand ist glatt, gekerbt oder gezähnt.

### Generative Merkmale
Die meist relativ großen körbchenförmigen Blütenstände stehen einzeln oder zu mehreren in schirmtraubigen Gesamtblütenständen auf oft langen, drüsig-flaumig behaarten Blütenstandsschäften zusammen. Die Blütenstandshülle ist glockenförmig bis halbkugelig oder breiter und 22 bis 40 Millimetern groß. Die 21 bis über 30 haltbaren, aufrechten bis ausgebreiteten Hüllblätter stehen in zwei bis mehr als drei Reihen, frei oder fast frei, lanzettlich bis lineal oder pfriemförmig, mehr oder weniger gleich, deren Ränder oft bewimpert aber selten trockenhäutig sind. Die Blütenstandsböden sind konvex gewölbt bis halbkugelig und enthalten keine Spreublätter, häufig aber kurze Haare.
Die Blütenkörbe enthalten stets Röhren- und Zungenblüten. Am Rand steht eine Reihe aus selten 13 bis, meist 21 bis über 40 (bei gefülltblühenden Kulturformen sind es mehr) Zungenblüten, die weiblich und fertil sind. Innen stehen selten 50 bis, meist 100 bis über 250 Röhrenblüten (= Scheibenblüten), die zwittrig und fertil sind. Die fünf gelben Kronblätter sind röhrig verwachsen.
Die abgeflachten, breit verkehrt-eiförmigen Achänen sind fünf- oder zehnrippig, kahl oder behaart. Der haltbare Pappus besteht aus 40 bis 60 weißen bis strohfarbenen bärtigen Borsten, die in ein bis zwei Reihen stehen. Manchmal fehlt bei Zungenblüten ein Pappus, beispielsweise bei der Kriechenden Gämswurz (Doronicum pardalianches).
Die Chromosomengrundzahl beträgt x = 30.

## Ökologie
Die Ausbreitung der Diasporen, es sind die Achänen, erfolgt durch Wind.

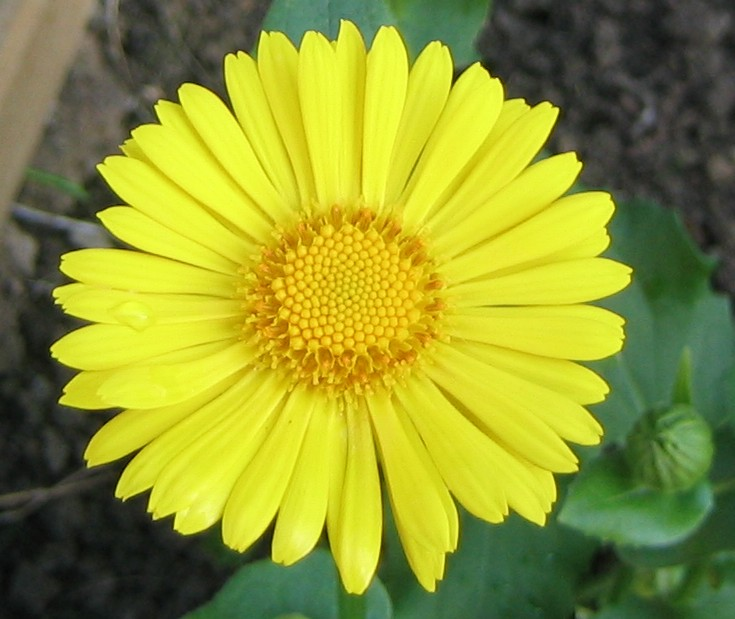
Doronicum orientale Sorte ‘Little Leo’

## Vorkommen
Das weite Verbreitungsgebiet der Gattung Doronicum umfasst Eurasien und Nordafrika (Marokko und nordöstliches Algerien). Etwa zwölf Arten sind in Europa heimisch. Im deutschsprachigen Raum kommen Österreichische Gämswurz (Doronicum austriacum), Clusius-Gämswurz, auch Zottige Gämswurz (Doronicum clusii), Herzblättrige Gämswurz (Doronicum columnae), Großblütige Gämswurz (Doronicum grandiflorum) und Kriechende Gämswurz (Doronicum pardalianches) vor.
Doronicum-Arten gedeihen in Wäldern, auf offenen felsigen Standorten mit feuchten Böden, Wiesen und in der Nähe von Fließgewässern in Höhenlagen von 0 bis 5000 Metern.
Einige Arten werden als Zierpflanzen genutzt und verwildern manchmal. In Nordamerika gibt es nur Bestände von verwilderten Arten: Doronicum orientale, Doronicum plantagineum, Doronicum pardalianches.

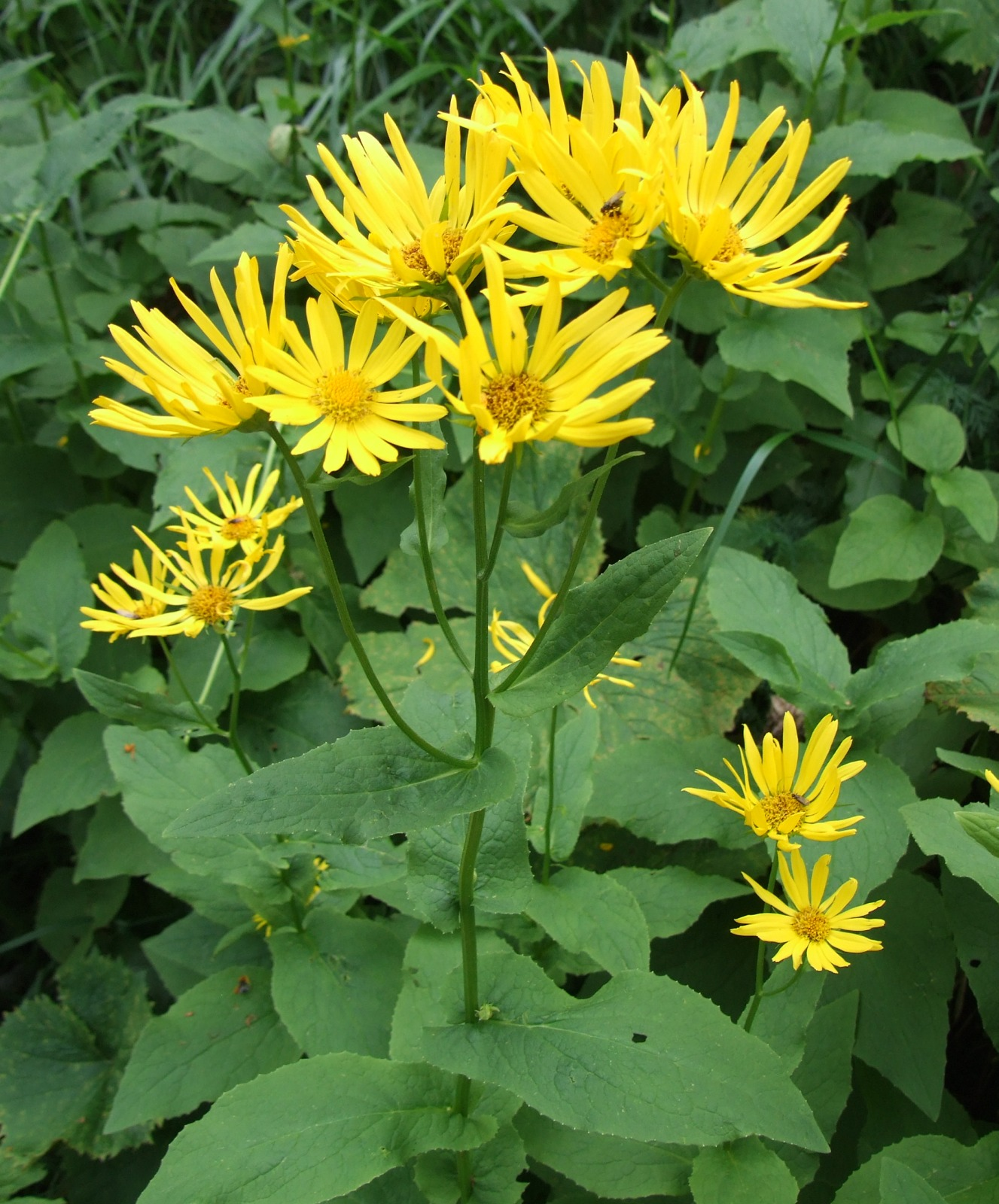
Habitus und Blütenkörbe der Österreichischen Gämswurz (Doronicum austriacum)

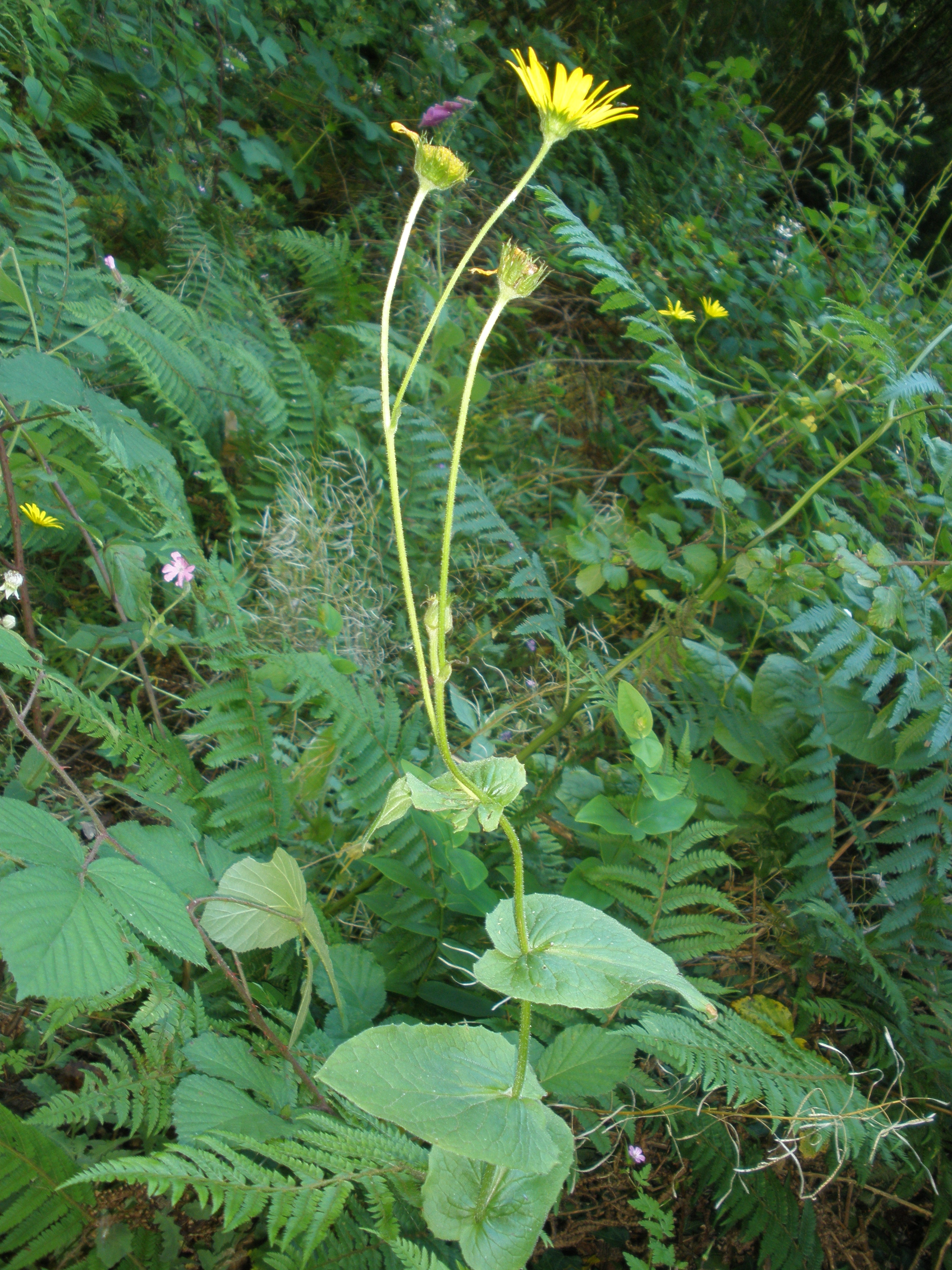
Doronicum carpetanum

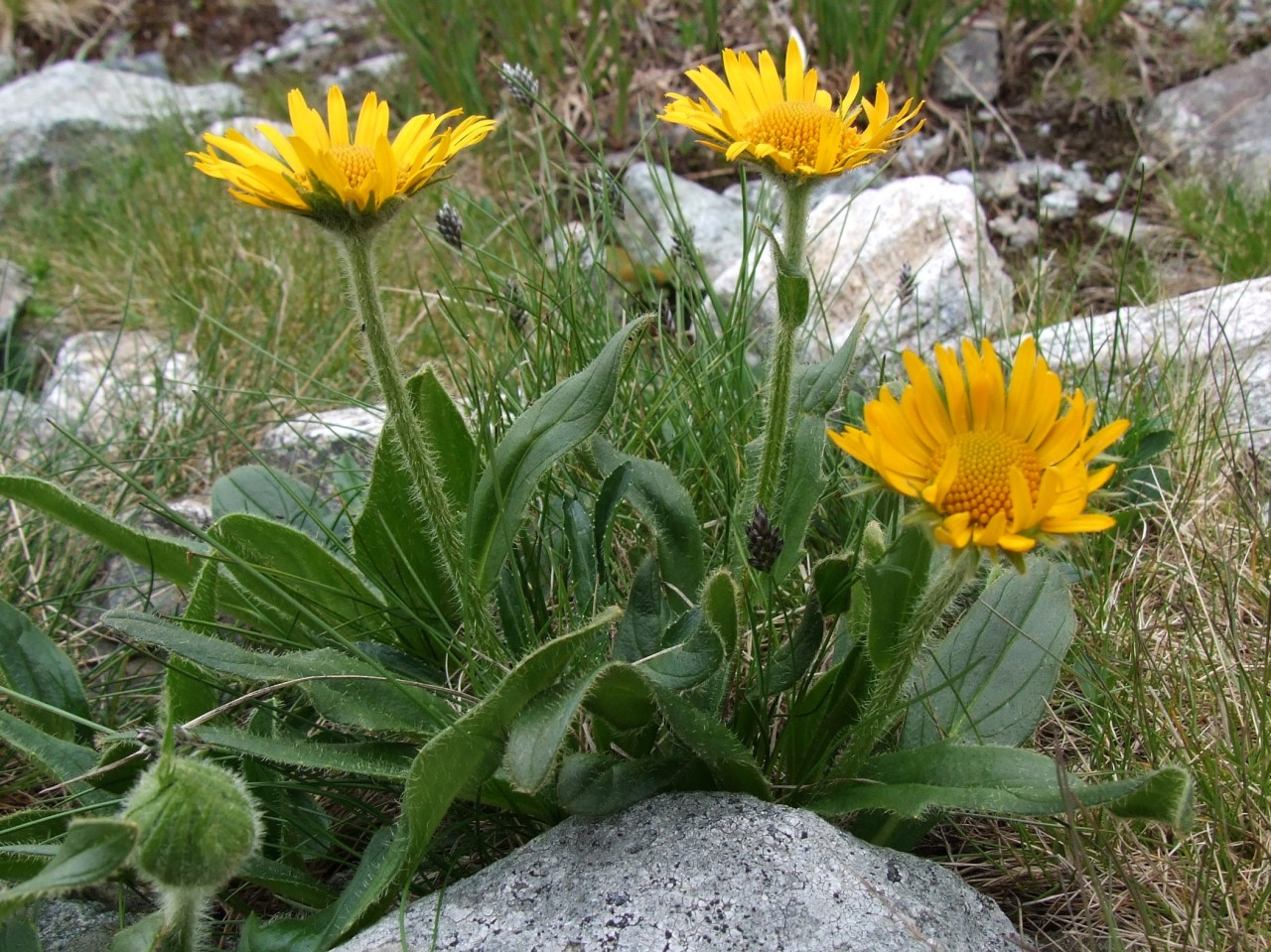
Clusius-Gämswurz (Doronicum clusii)

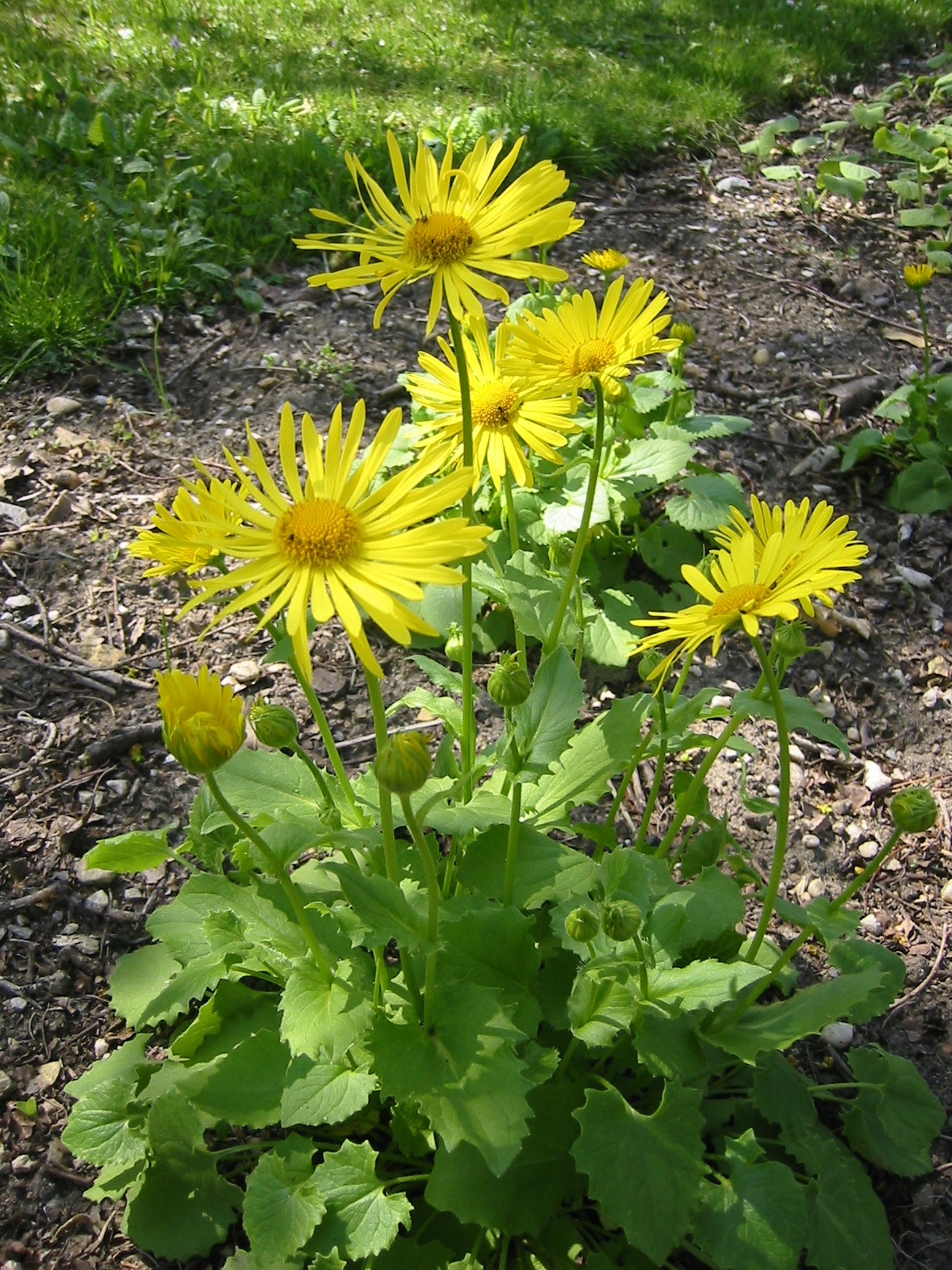
Habitus und Blütenkörbe der Herzblättrigen Gämswurz (Doronicum columnae)

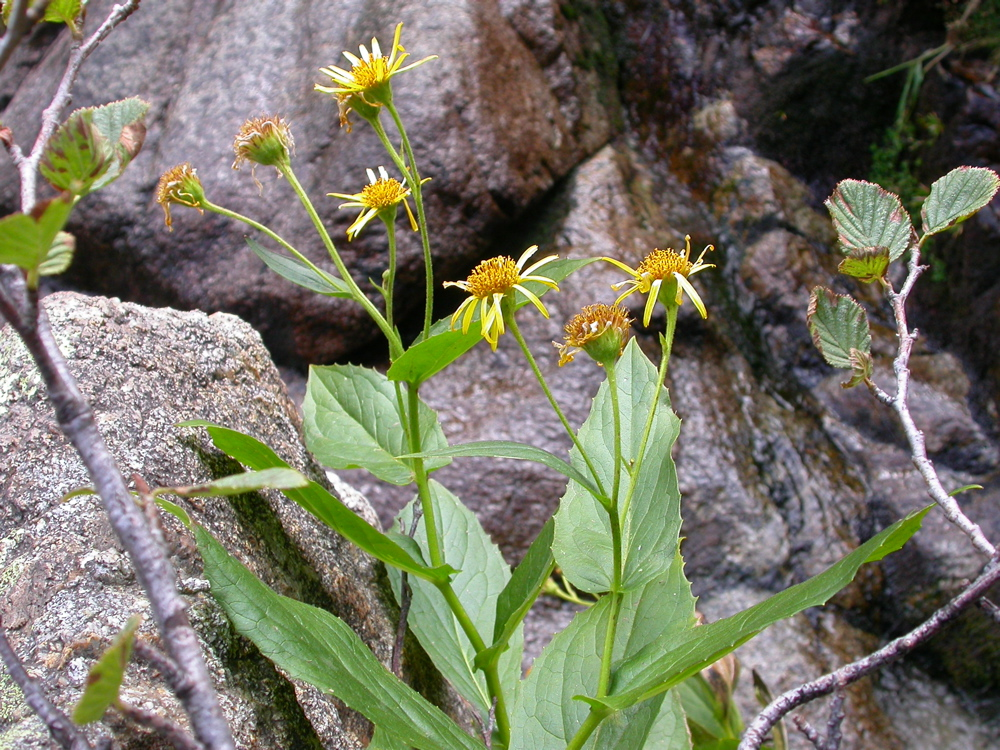
Blätter und Blütenkörbe von Doronicum corsicum

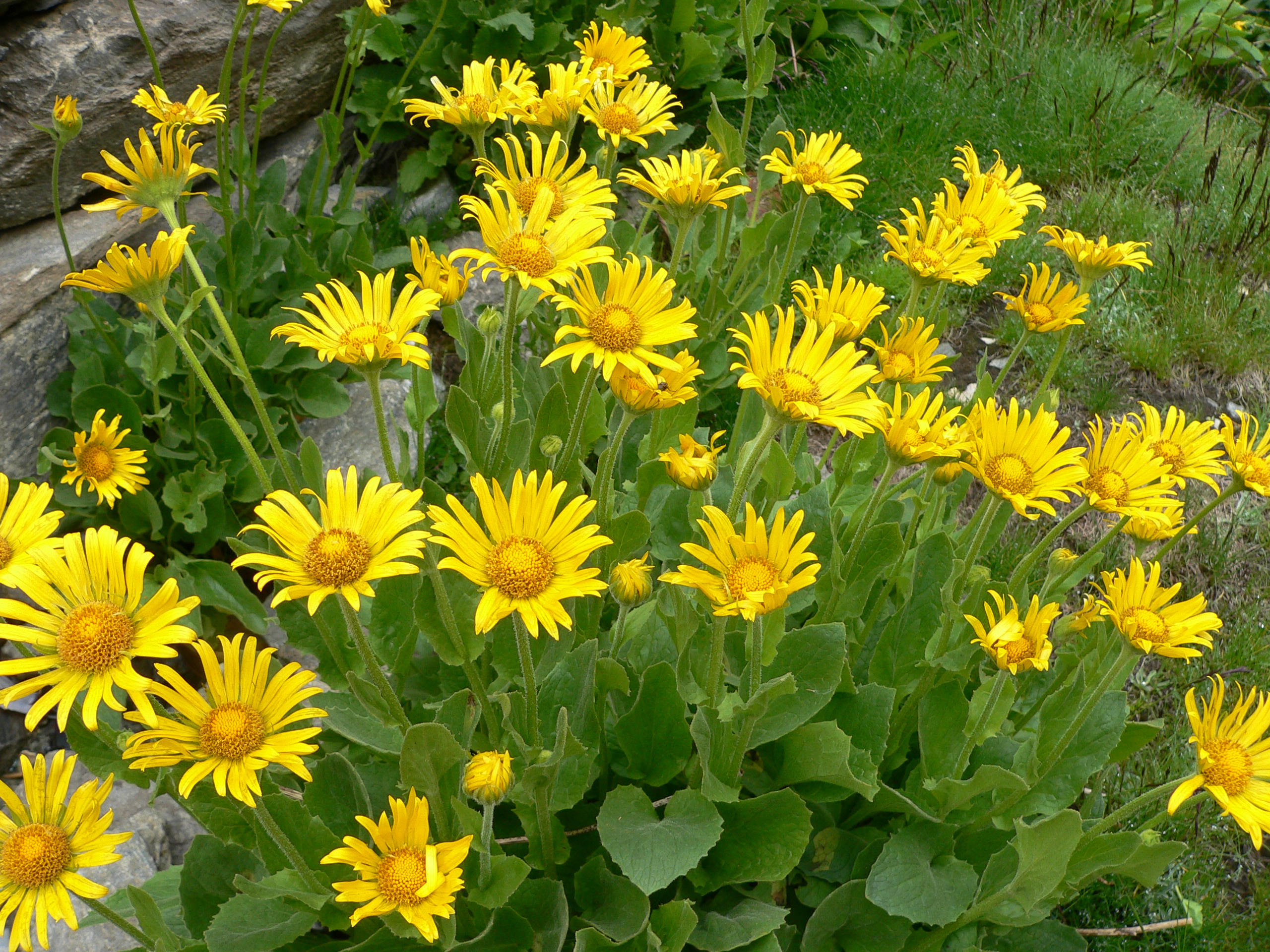
Habitus und Blütenkörbe der Großblütigen Gämswurz (Doronicum grandiflorum)

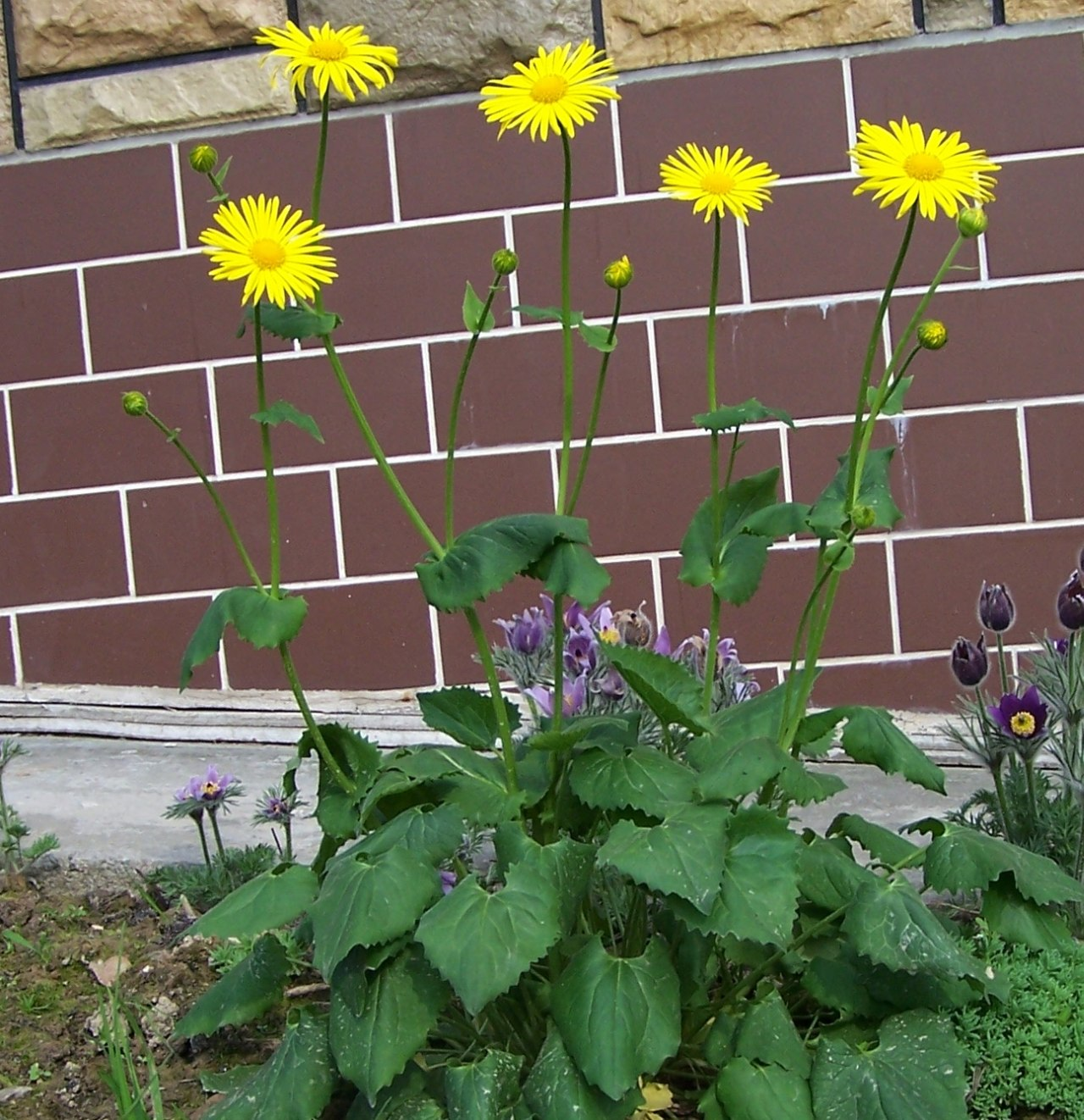
Kaukasus-Gämswurz (Doronicum orientale)

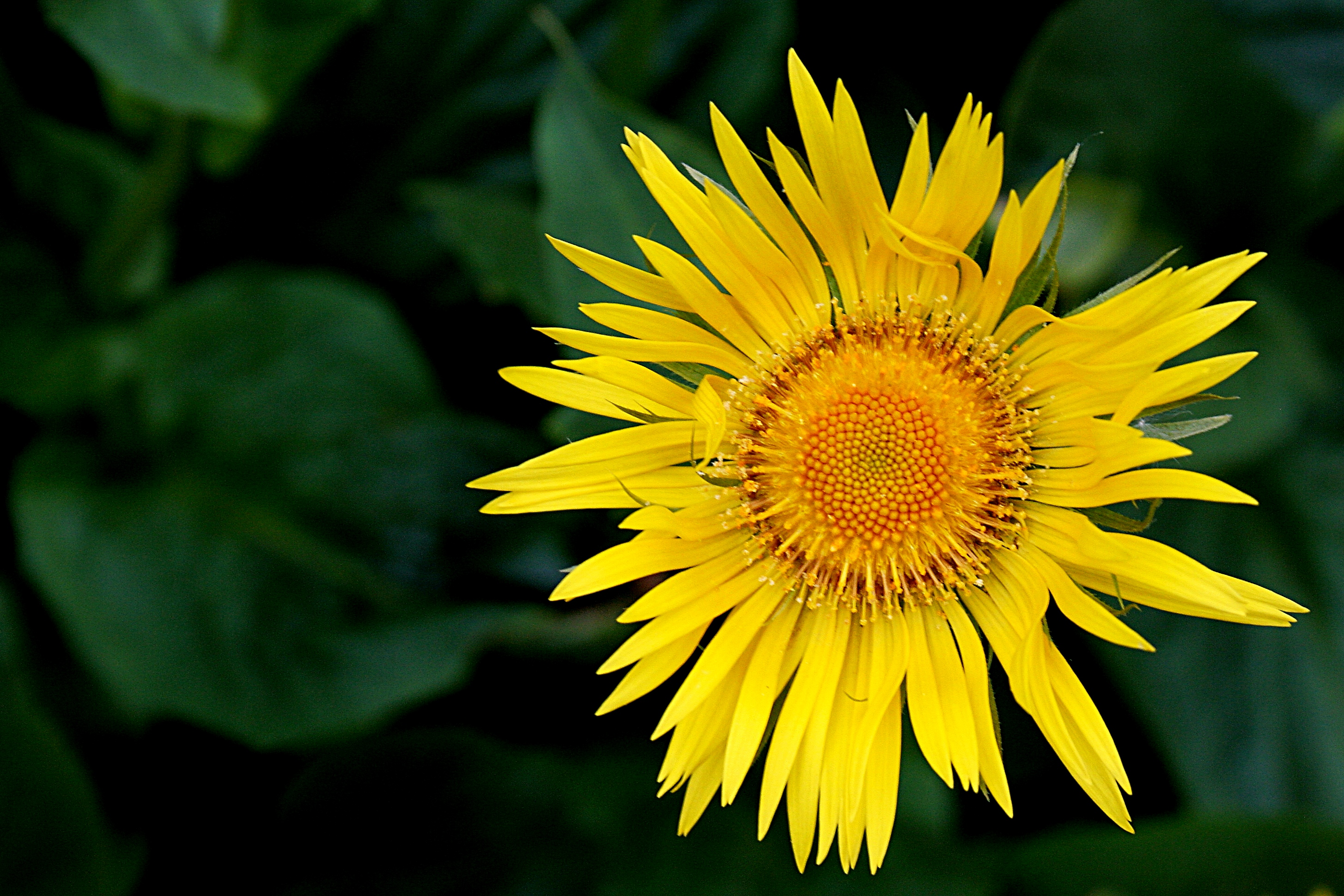
Blütenkorb im Detail von Doronicum turkestanicum

## Systematik und Verbreitung
Der Gattungsname Doronicum wurde 1753 durch Carl von Linné in Species Plantarum, 2, Seite 885–886 erstveröffentlicht. Typusart ist Doronicum pardalianches L. Der Gattungsname Doronicum wurde vor Carl von Linné für mindestens sechs Pflanzenarten verwendet.
Der älteste Beleg für die Herkunft des Gattungsnamens Doronicum ist das mittelfranzösische Wort deronic in einem von Olivier de La Haye übersetzten Gedicht (Poème sur la Grande Peste) von 1425, das angeblich auf eine arabisch-persische Quelle zurückgeht. Wahrscheinlich haben sich die arabischen und persischen Bezeichnungen lediglich auf ebenfalls goldgelbe Blüten bezogen. Derart lässt sich der Name dann vom altpersischen daraniya für Gold ableiten.
Die Gattung Doronicum gehört zur Tribus Senecioneae in der Unterfamilie Asteroideae innerhalb der Familie Asteraceae.
Es gibt 26 bis 35 oder bis zu 40Doronicum-Arten (Auswahl):
- Doronicum altaicum Pall. (Syn.: Aronicum altaicum (Pall.) DC., Doronicum bargusinense Serg., Doronicum bargusinense var. pilosum C.H.An): Ihr Verbreitungsgebiet in Zentralasien reicht von Turkistan und der Altai-Region bis zum Baikalsee und von Sibirien über die Mongolei, die Innere Mongolei bis Shaanxi sowie nördlichen Xinjiang[4].
- Österreichische Gämswurz (Doronicum austriacum Jacq.): Sie kommt mit zwei Unterarten in den Gebirgen Europas, Karpaten, Balkangebirge, Alpen, Apennin und östlichen Pyrenäen und außerdem in der Türkei vor.[5]
- Doronicum briquetii Cavill.: Sie ist im zentralen und südlichen China in den Provinzen Sichuan, Tibet-Qinghai und Yunnan sowie im Himalaja beheimatet. Nach der Flora of China kommt sie in ganz China nicht vor.
- Doronicum cacaliifolium Boiss. & Heldr.: Sie ist in der südlichen Türkei in den Provinzen Antalya und Konya beheimatet.
- Doronicum calotum (Diels) Q.Yuan (Syn.: Doronicum limprichtii Diels, Doronicum thibetanum Cavillier): Sie gedeiht auf alpinen Matten, im Dickicht und auf steinigen Hängen in Höhenlagen von 3400 bis 4200 Metern in Tibet und in den chinesischen Provinzen Qinghai, südliches Shaanxi (nur Qin Ling), südwestliches bis westliches Sichuan sowie nordwestliches Yunnan.[4]
- Doronicum carpaticum (Griseb. & Schenk) Nyman: Sie ist in den Karpaten beheimatet.
- Doronicum carpetanum Boiss. & Reut. ex Willk. & Lange: Die vier Unterarten gedeihen in den Bergen im Zentrum der Iberischen Halbinsel und einigen zerstreuten Populationen nördlich davon:
  - Doronicum carpetanum subsp. diazii (Pérez Morales & Penas) Alv. Fern.: Sie kommt nur in Spanien vor.[5]
  - Doronicum carpetanum subsp. kuepferi (R. Chacón) Alv. Fern.: Sie kommt nur in Spanien vor.[5]
  - Doronicum carpetanum subsp. pubescens (Pérez Morales & al.) Aizpuru: Sie kommt in Portugal und in Spanien vor.[5]
  - Doronicum carpetanum subsp. carpetanum: Sie kommt nur in Spanien vor.[5]
- Sturzbach-Gämswurz (Doronicum cataractarum Widder): Es ist ein Endemit der Koralpe.
- Clusius-Gämswurz, auch Zottige Gämswurz (Doronicum clusii (All.) Tausch, Syn.: Arnica clusii All., Aronicum clusii (All.) W.D.J.Koch, Doronicum hirsutum Lam., Arnica stiriaca Vill., Doronicum stiriacum (Vill.) Dalla Torre, Doronicum clusii subsp. stiriacum (Vill.) Soják, Doronicum clusii subsp. villosum (Beck) Vierh., Doronicum clusii var. villosum Beck): Sie gedeiht in den Alpen und Karpaten.
- Herzblättrige Gämswurz (Doronicum columnae Ten., Arnica wulfeniana Pollini, Aronicum cordatum Schur, Doronicum caucasicum Vis., Doronicum caucasicum var. elatior Ambrosi, Doronicum columnae var. cordifolium (Sternb.) Fiori & Paol., Doronicum columnae var. elatior (Ambrosi) Fiori & Paol., Doronicum columnae subsp. lucidum (Bernh. ex Pantoc.) Rouy, Doronicum columnae var. pilosum (Simonk.) Rouy, Doronicum cordatum Sch.Bip., Doronicum cordatum K.Koch, Doronicum cordifolium Sternb., Doronicum eriorrhizon Guss., Doronicum lucidum Bernh. ex Pantoc., Doronicum nendtvichii Sadler, Doronicum orientale Rchb., Doronicum pilosum (Simonk.) Simonk., Doronicum wulfenianum (Pollini) Poir.): Das Hauptverbreitungsgebiet liegt im Balkangebirge, daneben gibt es Vorkommen im zentralen Griechenland, den Karpaten, Alpen und im Apennin.
- Doronicum conaense Y.L.Chen: Sie wurde 1998 erstbeschrieben. Dieser Endemit gedeiht im Dickicht auf Hügeln in Höhenlagen von 3800 bis 3900 Metern nur in Cona in Tibet.[4]
- Doronicum corsicum (Loisel.) Poir.: Dieser Endemit kommt nur auf Korsika vor.
- Doronicum dolichotrichum Cavill. (Syn.: Doronicum hakkiaricum J.R.Edm., Doronicum hyrcanum Widder & Rech. f.): Sie ist in der nordöstlichen Türkei und im Kaukasusraum bis südlich des Kaspischen Meeres verbreitet.
- Doronicum falconeri C.B.Clarke ex Hook. f.: Das Verbreitungsgebiet reicht vom zentralen-westlichen China (Provinzen Tibet-Qinghai und Xinjiang) über die Mongolei, Turkistan, Pamir bis zum Himalaja. Nach der Flora of China kommt sie in ganz China nicht vor.
- Doronicum gansuense Y.L.Chen: Sie wurde 1998 erstbeschrieben. Sie gedeiht an Grashängen und im Unterholz von Wäldern in Höhenlagen von etwa 3100 Metern in Gansu.[4]
- Gletscher-Gämswurz (Doronicum glaciale (Wulfen) Nyman, Syn.: Doronicum cordifolium Stokes, Doronicum calcareum Vierh.): Es gibt zwei Unterarten. Sie gedeiht in den zentralen Ostalpen in Höhenlagen von 1000 bis 2800 Metern.
- Großblütige Gämswurz (Doronicum grandiflorum Lam., Syn.: Aronicum scorpioides (Lam.) W.D.J.Koch, Aronicum viscosum Freyn & Gaut., Doronicum halleri Tausch, Doronicum portae Chabert, Doronicum pyrenaicum (Godr.) Rivas Mart., Doronicum scorpioides Lam., Doronicum viscosum (Freyn & Gaut.) Nyman, Aronicum scorpioides var. pyrenaicum Godr.): Sie ist mit zwei Unterarten im zentralen Westeuropa verbreitet.
- Doronicum haussknechtii Cavill. (Syn.: Doronicum tobeyi J.R.Edm.): Die Heimat liegt in der nördlichen und zentralen Türkei in den Provinzen Giresun, Kayseri und Maraş.
- Doronicum hungaricum C.Rchb. (Syn.: Doronicum longifolium Griseb. & Schenk non Rchb., Doronicum hungaricum subsp. praehungaricum Pénzes): Sie kommt im Balkangebirge, in den Karpaten und in der Ukraine vor.
- Doronicum kamaonense (DC.) Alv.Fern. (Syn.: Doronicum roylei DC.): Sie gedeiht im Himalaja in Höhenlagen von 2900 bis 4600 Metern von Kaschmir bis Nepal sowie Bhutan und Tibet.[6]
- Doronicum macrophyllum Fisch. (Syn.: Doronicum balansae Cavill., Doronicum macrolepis Freyn & Sint.): Es gibt etwa zwei Unterarten:
  - Doronicum macrophyllum Fisch. subsp. macrophyllum: Sie kommt in der Türkei, in Armenien, Aserbaidschan, Georgien und im Kaukasusraum vor.[5]
  - Doronicum macrophyllum subsp. sparsipilosum (J. R. Edm.) Alv. Fern.: Sie kommt nur in der Türkei vor.[5]
- Doronicum maximum Boiss. & A.Huet: Das Verbreitungsgebiet reicht von der östlichen Türkei bis südlich des Kaukasus und südlich des Kaspischen Meeres.
- Doronicum oblongifolium DC.: Sie kommt in Kasachstan, in der Mongolei, Sibirien und in Xinjiang nur in Hami vor.[4]
- Kaukasus-Gämswurz (Doronicum orientale Hoffm., Syn.: Doronicum caucasicum M.Bieb.): Die Heimat reicht im östlichen Mittelmeerraum von Sizilien und Griechenland bis zum Kaukasusraum.
- Kriechende Gämswurz (Doronicum pardalianches L., Syn.: Doronicum cordatum Lam., Arnica scorpioides L., Doronicum matthioli Tausch): Sie ist auf der nordöstlichen Iberischen Halbinsel und in Zentraleuropa beheimatet.
- Wegerich-Gämswurz (Doronicum plantagineum L., Syn.:Doronicum subcordatum H.J.Coste, Doronicum willdenowii (Rouy) A.W.Hill): Er gibt etwa vier Unterarten:
  - Doronicum plantagineum L. subsp. atlanticum (Rouy) Greuter (Syn.: Doronicum atlanticum Rouy, Aronicum atlanticum Chabert): Sie kommt in Marokko, Algerien und Tunesien vor.
  - Doronicum plantagineum subsp. emarginatum (H.J.Coste) P.Fourn. (Syn.: Doronicum emarginatum H.J.Coste): Sie kommt in Portugal und Frankreich vor.
  - Doronicum plantagineum subsp. tournefortii (Rouy) Cout. (Syn.: Doronicum tournefortii Rouy): Sie kommt nur in Portugal vor.
  - Doronicum plantagineum subsp. plantagineum
- Doronicum reticulatum Boiss. (Doronicum thirkei Boiss., Doronicum bithynicum J.R.Edm.): Sie ist in der westlichen und zentralen Türkei in den Provinzen Bolu, Bursa und Konya beheimatet.
- Doronicum stenoglossum Maxim. (Syn.: Doronicum souliei Cavillier, Doronicum yunnanense Franch. ex Diels): Sie gedeiht in Höhenlagen von 2100 bis 3900 Metern in Tibet und in den chinesischen Provinzen Gansu, Qinghai, nordwestliches bis westliches Sichuan sowie nordwestliches Yunnan.[4]
- Doronicum turkestanicum Cavill.: Sie kommt in Kasachstan, Sibirien, in der Mongolei, in der Inneren Mongolei und im nördlichen Xinjiang vor.[4]

## Historische medizinische Anwendung
Nach John Gerard (1545–1612) war die Wurzel der Gämswurz (englischer Name Leopard's Bane) giftig für Tiere wie Panther, Schweine, Wölfe, aber nicht für Menschen. Tabor nimmt daher an, dass es sich bei der Pflanze, mit der Imogen in Shakespeares Cymbeline in einen totenähnlichen Schlaf versetzt wird, um Gämswurz handeln könne.
Nicholas Culpeper (1616–1654) klassifiziert die Gämswurz (keine Art angegeben) als heiß und trocken. Die Wurzel stärke das Herz und schütze vor der Pest. Ferner helfe sie bei Schwindel, gegen den Biss giftiger Tiere, nach der Einnahme von zu viel Opium und gegen Lethargie.